# Aglomerado de Virgem
O Aglomerado de Virgem ou Aglomerado de Virgo é um aglomerado de galáxias a uma distância de aproximadamente 59 ± 4 Mly (18 ± 1.2 Mpc), na direção da constelação de Virgo. Abrange aproximadamente 1300 (e possivelmente os 2000) galáxias membros, o aglomerado forma a cabeça do Superaglomerado local, do qual o Grupo Local faz parte. A massa total estimada é de 1.2  × 1015 M☉ até 8 graus do centro do aglomerado ou num raio de 2.2 Mpc.
Muitas das galáxias mais brilhantes do aglomerado, incluindo a grande galáxia elíptica M87, que foi descoberta entre o anos 1770 e 1780 e subsequentemente incluída no catálogo de Charles Messier que continham objetos difusos. Descobertas como nebulosas com estrelas, a sua verdadeira natureza foi descoberta nos anos 1920.
O aglomerado subtende um arco máximo de aproximadamente 8 graus centrado na constelação de Virgem. Muitas das galáxias membros do aglomerado podem ser vistas com um pequeno telescópio.
O aglomerado é uma mistura heterogênea de galáxias espirais e elípticas. Em 2004, acredita-se que todas as espirais do aglomerado estão distribuídas em um longo filamento esferóide, com um tamanho de aproximadamente 4 vezes o da Via Láctea. As galáxias elípticas estão mais concentradas no centro do aglomerado do que as espirais.
O aglomerado ainda é dividido em três subgrupos centradas em torno das galáxias M87, M86 e M49. Um dos três subgrupos, o centrado em torno de M87 é o dominante, como uma massa total estimada de 1014 massas solares, então sendo aproximadamente maior em ordem de magnitude do que os outros dois subgrupos.
A grande massa do aglomerado está indicado por ter altas velocidades peculiares de muitas destas galáxias, como umas velocidades de 1600 km/s com o respectivo centro do aglomerado.
O Aglomerado de Virgem domina o Superaglomerado local, e os efeitos gravitacionais de diminuição de velocidade afetam as galáxias próximas. A grande massa do aglomerado tem efeito de diminuir a velocidade de recessão do Grupo Local no aglomerado aproximadamente em 10%.

## Algumas das principais galáxias do aglomerado
- Via láctea
- Messier 31
- Messier 33
- Messier 86
- Messier 87
- NGC 3109
- Anã de antilia
- NGC 6822
- NGC 3031 (M81)
- NGC 300
- NGC 55
- NGC 4945
- Messier 84
- NGC 4402
- NGC 4407
- NGC 4438
- NGC 4488
- NGC 4435
- NGC 4438
- Messier 82
- Messier 101
- Messier 51a
- Messier 64
- Messier 63